# Qilin
El qilin, chilin o quilin (en chino, 麒麟; pinyin, qílín; japonés, kirin) es un ungulado cornudo híbrido (cuerpo de león, piel de pez y cuernos de ciervo) de la mitología china, que se dice que aparece en conjunción con la llegada de un sabio. Es un buen presagio que trae rui (en chino, 瑞; pinyin, ruì, "serenidad" o "prosperidad"). A menudo se le representa como si flamease llamas por todo su cuerpo. 
Por simplificar, en Europa y América a veces se le denomina unicornio chino, pese a tener dos cuernos, debido a que ambos tienen carácter beneficioso.

## Origen

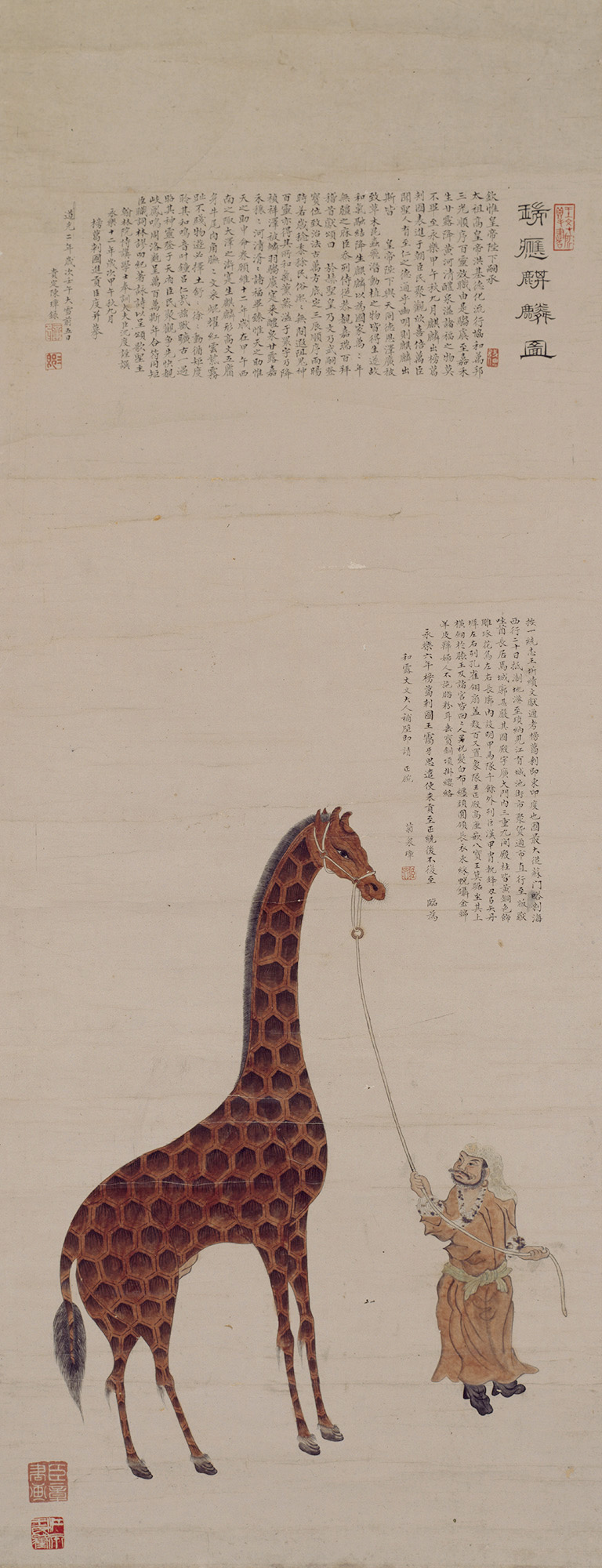
Una pintura de un artista de la corte que representa una de las jirafas de Zheng He en 1414. La pintura se titula "Oda Qilin trae la serenidad (rui)".

Un fuerte argumento dice que el Qilin es una representación estilizada de la jirafa. Ya que el Qilin es mencionado a partir de la Dinastía Ming. Su primera referencia data aproximadamente de los viajes de Zheng He. Se sabe del viaje de Zheng He por África Oriental (pasando, entre otros lugares, por la actual Kenia) en que llevó dos jirafas a Pekín. Se sabe también que estas dos jirafas fueron llamadas "Qilin". El Emperador proclamó las jirafas criaturas mágicas, cuyo captura evidenciaba la grandeza de su poder. 
Este argumento es sostenido por algunos atributos del Qilin, como su dieta vegetariana y su naturaleza tranquila. Su reputada habilidad de "pisar la hierba sin perturbarla" puede referirse a las largas piernas de la jirafa. 
Sin embargo, el lado opuesto dice que el Qilin era un mito ya existente y su nombre fue tomado y aplicado a las jirafas. Además, las jirafas tienen cuellos mucho más largos que las descripciones del qilin de la Era Ming.

## Cultura popular

### Videojuegos
El qilin hace algunas apariciones en las series de videojuegos Yo-kai Watch, Final Fantasy, Monster Hunter, Perfect World (como montura) o Golden Sun, siempre como invocación.
En los videojuegos .hack//G.U. aparece como Lucky Animal con el nombre Qi Lin.
En Neopets, un petpet lleva dicho nombre.
En el videojuego de Facebook Ninja Saga, este aparece como un oponente en el séptimo aniversario.
En la saga Ninja Gaiden, se usan sus tendones para fabricar parte del mango del báculo lunar, acorde a la descripción en el propio juego.
En el videojuego Genshin Impact el personaje Ganyu desciende de la unión entre un "chilin" y un humano siendo así mencionado que es parcialmente "chilin" por parte de uno de sus progenitores.
En el videojuego Guild Wars y Guild Wars 2 el Kirin aparece como criatura salvaje en las regiones de Cantha y como espíritu de la naturaleza en el mismo continente.
En el videojuego para móviles Kemono Friends 3 hay una friend  con de la respectiva criatura  llamada de la misma  forma Kirin, aparentemente  kirin  es una simp del protagonista  del juego.
En el videojuego Yakuza 3, el personaje Yoshitaka Mine, tiene un tatuaje del kirin en su espalda.
En el videojuego Spelunky 2, la montura Qilin aparece como una criatura que el jugador puede montar, posee características similares
En el videojuego World of Tanks, el tanque chino WZ-111 Qilin posee un camuflaje texturado color negro con dibujos de llamas doradas, cuyo cañón tiene el aspecto del cuello y cabeza de un qilin que escupe fuego cada vez que dispara.

### Cine
En el film japonés de 2019 "El cocinero de los sentidos" de Yōjirō Takita se mencionan las habilidades de "lengua de qilin" como un conjunto de habilidades sensoriales relacionadas con un paladar y gusto tan afinados que permiten reproducir con total exactitud un plato con probarlo una sola vez.
En la película Animales fantásticos: los secretos de Dumbledore, esta criatura toma un importante papel siendo el centro de la trama ya que en la cinta se narra que el "Qilin" es capaz de reconocer a un ser humano de alma realmente pura y bondadosa haciendo una reverencia a dicho hombre o mujer, siendo la persona elegida la que gobernaría al mundo de la magia en el universo mágico de las películas de Harry Potter. Tras esta película la criatura empieza a formar oficialmente parte del universo de esta raconocida saga literaria y cinematográfica.

### Manga y anime
En el manga B't X, el protagonista titular tiene la forma de un quilin, aunque normalmente es confundido con Pegaso.
En la serie anime Digimon Savers aparece un Digimon llamado Qilinmon (digievolución de Kudamon) que tiene varias características de esta criatura.
También aparece en el anime Jigoku Sensei Nube como un "mensajero de Dios".
En el último episodio de la serie anime Pet Shop of Horrors, un kirin hace su aparición en forma humana y posteriormente en su forma dragonina, para elegir a un nuevo líder. Este ser mágico era el Rey de Todas las Fieras y poseía poder sobre todo ser vivo y la posibilidad de controlar el tiempo.
En el manga Naruto existe un ataque eléctrico de Sasuke llamado Kirin, pero la forma del ataque es la de un rayo con forma de dragón oriental.
En el anime Twelve Kingdoms, existen doce kirins que tienen la misión de escoger a la persona indicada que ocupe el trono de un respectivo Reino, aun cuando deban viajar de al mundo "real" para conseguirlo. A pesar de ser criaturas inmortales, pueden morir cuando el rey o la reina se desvía del camino correcto, en este caso el monarca muere poco después y al pasar un período indeterminado nacerá un nuevo kirin para buscar a otro Rey. Los kirins en esta serie son considerados criaturas espirituales mandadas por dios, muy distintas a los animales y al hombre. Aun así se les considera seres con mala suerte por tener que seguir siempre las órdenes de su Rey, incluso cuando este ha perdido el rumbo y el kirin enferma. Son seres mágicos capaces de controlar monstruos y demonios para utilizarlos como defensores, aun así, algo tan insignificante como una gota de sangre podría ocasionarles la muerte si no son tratados. Los femeninos poseen un nombre que termina en "Rin" mientras que los masculinos terminan en "Ki".
En el manga One Piece, el personaje St. Limoshif Killingham de los Caballeros de Dios posee los poderes de la Fruta del Diablo tipo Zoan Mitológica Ryu Ryu no Mi Modelo: Kirin que le otorga la forma del Kirin.

### Literatura
En el libro "Unicornis: De Historia et Veritate" de Michael Green, el kirin es descrito como uno de los Unicornios del orden Killina: "De las Siete casas, los menos conocidos son los Killina. Muy rara vez los ha visto el hombre.
Gozan en incesante movimiento sin reposo; son muchas las tierras sujetas a su gobierno. Su naturaleza secreta se manifiesta: despide un fuego sagrado. Su enseña es un orgulloso cuerno de tan destellante potencia que tiembla al límite de la visión humana y son muy pocos los ojos que lo han visto.
Su ministerio transcurre en este mundo entre los Reinos de Oriente, pero pocas veces necesitan inmiscuirse en los asuntos de los hombres: sus apariciones son una advertencia de importancia: anuncian un gran rey o un nacimiento de la mayor nobleza.
A los Killina corresponde de las Tres Sentencias Secretas, también llamada los Secretos Grandes, que sólo serán revelados al término de la edad presente.

### Animación
En "Sound of Silence" (capítulo 23 perteneciente a la octava temporada de la serie animada My Little Pony: La magia de la amistad) se mostraba el aspecto del kirin como un cruce entre unicornio, león y pez, con la particularidad de convertirse en un "nirik", un ser opuesto que se deja consumir ante el odio y la desesperación, prendiéndose completamente en fuego.
En "Qilin" (capítulo 20 de la cuarta temporada de la serie Miraculous: Las aventuras de Ladybug y Chat Noir) se hace una referencia directa a esta criatura mediante el nombre del episodio y el akuma, haciendo probablemente también una referencia a la ascendencia china que hay en el lado materno de la familia de Marinette.
En la temporada 2 ep 5 de la serie Abominable y la ciudad invisible, aparece atrayendo la atención de muchas personas buscando la prosperidad, al final del episodio se descubre que era un robot.

### Juegos de mesa
En el juego de cartas Yu-Gi-Oh!, existen varias cartas relacionadas con el qilin, tales como "Avatar del Rey de Fuego Kirin", "Hermandad del Puño de Fuego - Kirin ", "Cíber Kirin", "Unicornio Majespectro - Kirin" (sólo en su nombre fuera de Japón) y "Bujingi Quilin".

Asimismo, en el TCG chileno [[Mitos y Leyendas]], en distintas ediciones, existe el Qirin como un Aliado.

### Internet
Ceres Fauna, la vtuber de la rama en inglés de Hololive, se define a sí misma como la guardiana de la naturaleza o Madre Naturaleza, cuya raza es la de un "kirin mitológico", pero en forma antropomórfica.